# Cal Bep del Pau
Cal Bep del Pau és una obra de la Fuliola (Urgell) inclosa a l'Inventari del Patrimoni Arquitectònic de Catalunya.

## Descripció
És un edifici de planta quadrada dividida en tres pisos: planta baixa, pis i golfes. A la planta baixa hi ha l'entrada destacada per la seva gran portalada d'arc de mig punt dovellat. A més, a la banda dreta apareix una segona porta, allindada, que sembla d'època posterior. En aquesta part de la façana es poden observar molts fragments de revestiment o arrebossat de color blanc. A la primera planta s'obren quatre finestres allindanades: una a la dreta, amb balconada; dues de les mateixes dimensions al centre i una última més a l'esquerra, de reduïdes dimensions. Finalment, les golfes es caracteritzen per dues obertures quadrangulars i una balconada idèntica a la de la primera planta. L'habitatge està cobert per una teulada d'on hi sobresurt un ràfec esglaonat molt malmès i deteriorat.

## Història
És una de les cases més antigues de la vila closa. Hi vivien Na Caterina, la filla de l'administrador, Pasqual Tarroja, Bartomeu Marcenyachs i Berenguer Musset, segons el Capbreu Autèntic de l'any 1540. Al ocupar tot un costat de la plaça Major, havia de ser una casa molt poderosa de la Fuliola del segle xvii.